# Elisabeth Lidén

Konstvetaren Elisabeth Lidén i september 2011

Elisabeth Lidén, född 10 augusti 1939, är en svensk konstvetare och museichef.
Lidén disputerade 1974 vid Stockholms universitet på en avhandling om expressionismen i Sverige och övriga Europa; därefter blev hon docent vid Umeå universitet. Hon är specialiserad på svenskt 1900-talsmåleri. Bland hennes publikationer märks, utöver utställningskataloger, monografier över Albin Amelin, Erland Brand och Kalle Hedberg.
Hon har varit chef för Sandvikens konsthall, kultursekreterare i Uppsala kommun, vikarierande chef för Prins Eugens Waldemarsudde, chef för Bildmuseet i Umeå och intendent vid Millesgården.
Under åren 1985–1990 var Lidén ledamot i NUNSKU, Nämnden för utställningar av nutida svensk konst i utlandet. I anslutning därtill fick hon Svenska institutets uppdrag att arrangera en vandringsutställning i Indien: Invocation.
Åren 1970–1978 var Lidén gift med konstvetaren Sven Sandström och 1980–1996 förlovad med Bertil Hörnell.